# Motín de los gabanes
El Motín de los gabanes, conocido también como sublevación de los capotes, fue protagonizado en 1875 por los cadetes de la primera Escuela Naval Militar (Argentina). 

## Antecedentes
En 1872, tras un viaje a Carmen de Patagones, el vapor transporte de la Armada Argentina Coronel Roseti fondeó en los Pozos, en el puerto de la ciudad de Buenos Aires. A bordo se efectuó una reunión entre el comandante del buque sargento mayor Clodomiro Urtubey, el sargento mayor Pastor Obligado, el segundo a bordo capitán Enrique Howard y el teniente Carlos Hastings. En la misma se trató acerca de la urgente necesidad de dotar al país de una institución que capacitara al personal naval acompañando la creación de la llamada Escuadra Sarmiento. 
Urtubey cursó un oficio al ministro de Guerra y Marina, coronel Martín de Gainza, interesándolo en la creación de una Escuela para formar oficiales para la Armada Argentina. El ministro elevó esa sugerencia al presidente Domingo Faustino Sarmiento quien acogió con entusiasmo la propuesta, la cual fue aprobada por ley del 5 de octubre de 1872.
Urtubey fue nombrado comandante del vapor General Brown y director de la primera Escuela Naval Militar de la Nación allí instalada, primera academia en la que se formaron marinos de su país, iniciándose la apertura de los cursos el 1 de abril de 1873.
Si bien el buque permanecía habitualmente en el Río de la Plata efectuando campañas de formación en los ríos interiores, Carmen de Patagones y Golfo Nuevo, la escasez de unidades y los constantes conflictos civiles obligaron a que el General Brown permaneciera permanentemente en operaciones afectando de esa manera la formación de los cadetes. Así, estos se vieron movilizados en la campaña contra la rebelión jordanista y fueron desembarcados durante la represión de la revolución de 1874.

## El motín
En mayo de 1875 Urtubey recibió nuevamente a bordo del General Brown a la Escuela Naval, pero en la fría mañana del 21 de junio de 1876, primer día del invierno austral, mientras el buque escuela permanecía estacionario en el Arsenal Naval de Zárate, los cadetes formados en la cubierta se negaron reiteradamente a cumplir la orden de quitarse los gabanes impartida por el subteniente Atilio Barilari, justificándose en las bajas temperaturas reinantes.
Ante la situación, el profesor Rafael Lobo quien se encontraba temporalmente a cargo de la subdireción se hizo presente ordenando plantón con armas. Según relataría el entonces oficial subalterno Luis D.Cabral en un primer momento "la compañía en masa, con los gabanes puestos y sin producir un chits, dio exacto cumplimiento" a la orden pero "pasados quince minutos todos arrojaron los fusiles negándose a cumplir orden alguna".
La actitud de los cadetes fue considerada por Urtubey como un acto gravísimo de indisciplina por lo que decidió detener a los cabecillas y elevar el asunto a sus superiores enviando un cable telegráfico al ministro Adolfo Alsina para su intervención.
El gobierno dispuso de inmediato la suspensión de clases y el traslado de los detenidos desde Zárate a Buenos Aires mientras ordenaba al sargento mayor Jorge Lowry la instrucción de un sumario.
Ya en el mes de octubre la fiscalía entregó el dictamen al Auditor de Guerra pero las autoridades navales no adoptaron resolución alguna y la cuestión se extendió al siguiente año. Mientras que la escuela naval permanecía cerrada, la Armada y el mismo gobierno eran duramente criticados por la prensa opositora por su inacción. Así, en abril de 1877 el diario La Nación, fundado por Bartolomé Mitre, el líder del frustrado levantamiento de 1874, publicaba que "Esta resolución se hace tanto más necesaria cuanto que la demora perjudica al país, puesto que se gastan sus dineros infructuosamente. Es así que mientras esos jóvenes marinos están pasando todo género de necesidades, pues muchos de ellos tienen sus familias en las provincias, los señores directores y catedráticos andan de paseo, gozando sueldos de más de cinco mil pesos, sin haber dado una sola clase durante un año entero".
La investigación indicaba que la indisciplina de la institución era "verdaderamente lamentable" por lo que se dificultaba determinar responsabilidades individuales. Por otro lado, aseguraba que había faltado autoridad moral en sus autoridades para reprimir el motín.
El 21 de junio de 1877 se aceptó la renuncia indeclinable de Urtubey y se disolvió el colegio. Los considerandos de la medida afirmaban que "cuando en un establecimiento de educación donde deben imperar las ordenanzas militares el desorden llega al grado que ha alcanzado en el Colegio Naval Militar es preciso adoptar medidas radicales para que la Institución no se pierda y no se malogren las esperanzas que cifra en ella la Nación". 
Seguía: "es indispensable que las personas que el gobierno designe para salvar aquella, devolviendo la buena reputación que antes gozaba, puedan proceder con entera libertad en las reformas que proyecten para que de la Escuela Naval salgan algún día marinos morales e instruidos". 
Por lo expuesto, ese mismo día un nuevo decreto recreó la escuela, ahora a bordo de la cañonera Uruguay y bajo el mando de Martín Guerrico.
Asimismo se creaba una "Comisión de reforma" integrada por las principales figuras de la armada de la época: Mariano Cordero, Álvaro José de Alzogaray, Luis Py, José Murature y Antonio Somellera.
Sólo 21 de los 44 cadetes involucrados en el motín fueron reincorporados a la nueva institución. Pocos alumnos de esa primera época egresaron y tuvieron posterior protagonismo en la fuerza, entre ellos: Agustín del Castillo, Emilio Barilari, Hipólito Oliva, Juan Picasso, Leopoldo Funes y Guillermo Scott Brown.
Unos pocos más, decidieron abandonar la escuela naval para acceder a la oficialidad por los medios tradicionales, el servicio a bordo de los buques de la Armada. Entre ellos destacaron Ramón Lira, Eduardo O'Connor y Guillermo Nunes.